# Artéria basilar
A artéria basilar é uma artéria que é formada pela junção da artéria vertebral direita e esquerda (ambas ramos da artéria subclávia de cada lado). Ela tem um trajeto que passa pelo sulco basilar da ponte, anteriormente, situada no tronco mesencefálico. Seus ramos terminais são as artérias cerebrais posteriores direita e esquerda (constituintes do círculo arterioso do cérebro).